# جون ويسلي سنايدر
جون ويسلي سنايدر (بالإنجليزية: John Wesley Snyder (US Cabinet Secretary))‏ (و. 1895 – 1985 م) هو رجل أعمال من الولايات المتحدة الأمريكية . ولد في جونزبورو . كان صديقا مقربا للرئيس هاري ترومان وتولى منصب وزير الخزانة الأمريكي في عهده.
وهو عضو في الحزب الديمقراطي الأمريكي .